# Lankesterella
Lankesterella là một chi thực vật có hoa trong họ, Orchidaceae.